# Benoît Roy
Pour les articles homonymes, voir Roy.
 (septembre 2015).
Si vous disposez d'ouvrages ou d'articles de référence ou si vous connaissez des sites web de qualité traitant du thème abordé ici, merci de compléter l'article en donnant les références utiles à sa vérifiabilité et en les liant à la section « Notes et références ».
Benoît Roy est un homme politique et chef d'entreprise français. Il est né le 30 janvier 1962 à Tours.
Membre du RPR, de l'UDF puis du Nouveau Centre, il est brièvement député de la 1re circonscription d'Indre-et-Loire en 2002.
Il est également une personnalité du monde de l'audioprothèse en France.

## Biographie

### Enfance, famille et études
Benoît Roy naît à Tours le 30 janvier 1962.
Fils du médecin Gérard Roy, il grandit avec ses trois frères et sœurs à Saint-Pierre-des-Corps, dans la banlieue de Tours.
Il est père de trois enfants : Martin, Louise et Paul.
Étudiant au Conservatoire des arts et métiers (CNAM), il en sort diplômé en audioprothèse.

### Engagement politique
En 1986, il adhère au RPR, qu'il quitte en 1994.
Il est conseiller municipal de Tours une première fois de 1989 à 1995.
En 1995, il rejoint l'UDF. De 2001 à 2014, il siège à nouveau au conseil municipal de Tours.
Il s'est notamment illustré pour sa campagne en faveur du projet de tramway à Tours .
À tour de rôle suppléant de Jean Royer et de Renaud Donnedieu de Vabres, Benoît Roy devient, le 8 juin 2002, député d'Indre-et-Loire en remplacement de Renaud Donnedieu de Vabres.
En 2007, il rejoint le Nouveau Centre.
Il apporta son soutien à François Bayrou (UDF puis MoDem) lors des élections présidentielles présidentielles de 2007 et 2012.
Lors des élections législatives de 2014, Benoît Roy affirme son opposition ferme à soutenir le candidat UMP, ancien membre du FN, Guillaume Peltier, il était impossible selon lui de soutenir Guillaume Peltier dont les valeurs sont, dit-il, très éloignées des siennes.

### Audioprothésiste

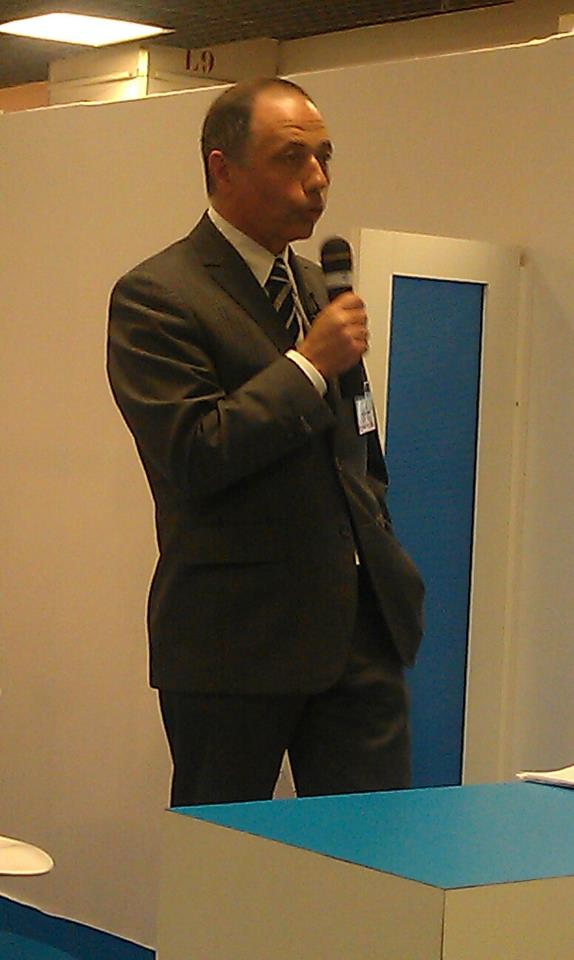
Benoît Roy lors d'un congrès de l'UNSAF.

En 1985, Benoît Roy fonde l'entreprise Audilab, spécialisée dans l'audioprothèse, qu'il préside depuis lors.
Il est également président du Syndicat national des audioprothésistes de France (UNSAF) de 2004 à 2012. Il en devient ensuite le président d'honneur (UNSAF).
Il est, encore, président — de 2007 à 2012 — puis vice-président de l'association européenne des audioprothésistes (AEA). Enfin, il est membre de la chambre de commerce et d'industrie de Touraine.

## Décorations
- Chevalier de l'ordre national du Mérite[7]